# Gualleco (comuna)
Gualleco fue una de las comunas que integró el antiguo departamento de Curepto, en la provincia de Talca.
En 1920, de acuerdo al censo de ese año, la comuna tenía una población de 6638 habitantes. Su territorio fue organizado por decreto del 22 de diciembre de 1891, a partir del territorio de las Subdelegaciones 3.° Limávida, 4.° Tonlemo, 5.° Gualleco y 6.° Libún.

## Historia
La comuna fue creada por decreto del 22 de diciembre de 1891, con el territorio de las Subdelegaciones 3.° Limávida, 4.° Tonlemo, 5.° Gualleco y 6.° Libún.
En 1919 se anexa al Departamento de Talca la subdelegación de Libún, por lo que la comuna de Gualleco redujo su tamaño.
Esta comuna fue suprimida mediante el Decreto con Fuerza de Ley N.º 8.583 del 30 de diciembre de 1927, dictado por el presidente Carlos Ibáñez del Campo como parte de una reforma político-administrativa, anexando su territorio a la comuna de Curepto. La supresión se hizo efectiva a contar del 1 de febrero de 1928.

### Autoridades
La municipalidad se constituyó por primera vez en mayo de 1894 y sus últimas autoridades, designadas por Carlos Ibáñez, ejercieron hasta el 1 de febrero de 1928, fecha de la supresión de la comuna.
El 24 de abril de 1913 se constituyó la Municipalidad de Gualleco para el período 1913-1916. Los nueve municipales electos el día 30 de marzo del mismo año fueron: Francisco Leighton Sotomayor, Celedonio Baeza, Amador Saavedra, Francisco Díaz, José María Escobar, Juan Rafael Armijo, Santiago Segundo Verdugo, Agustín Benavides y Pablo Herrera.
En los años 1922 y 1923, sus autoridades municipales eran: primer alcalde, Jenaro Arellano; segundo alcalde, Avelino Rojas; y tercer alcalde Juan Saavedra. Los regidores eran Florindo Escobar, Dioclesiano Araya, Eufrasio González, Lucas Letelier, Pedro Bravo y Manuel Bustamante.